# Sint-Jozefskerk (Tuilt)

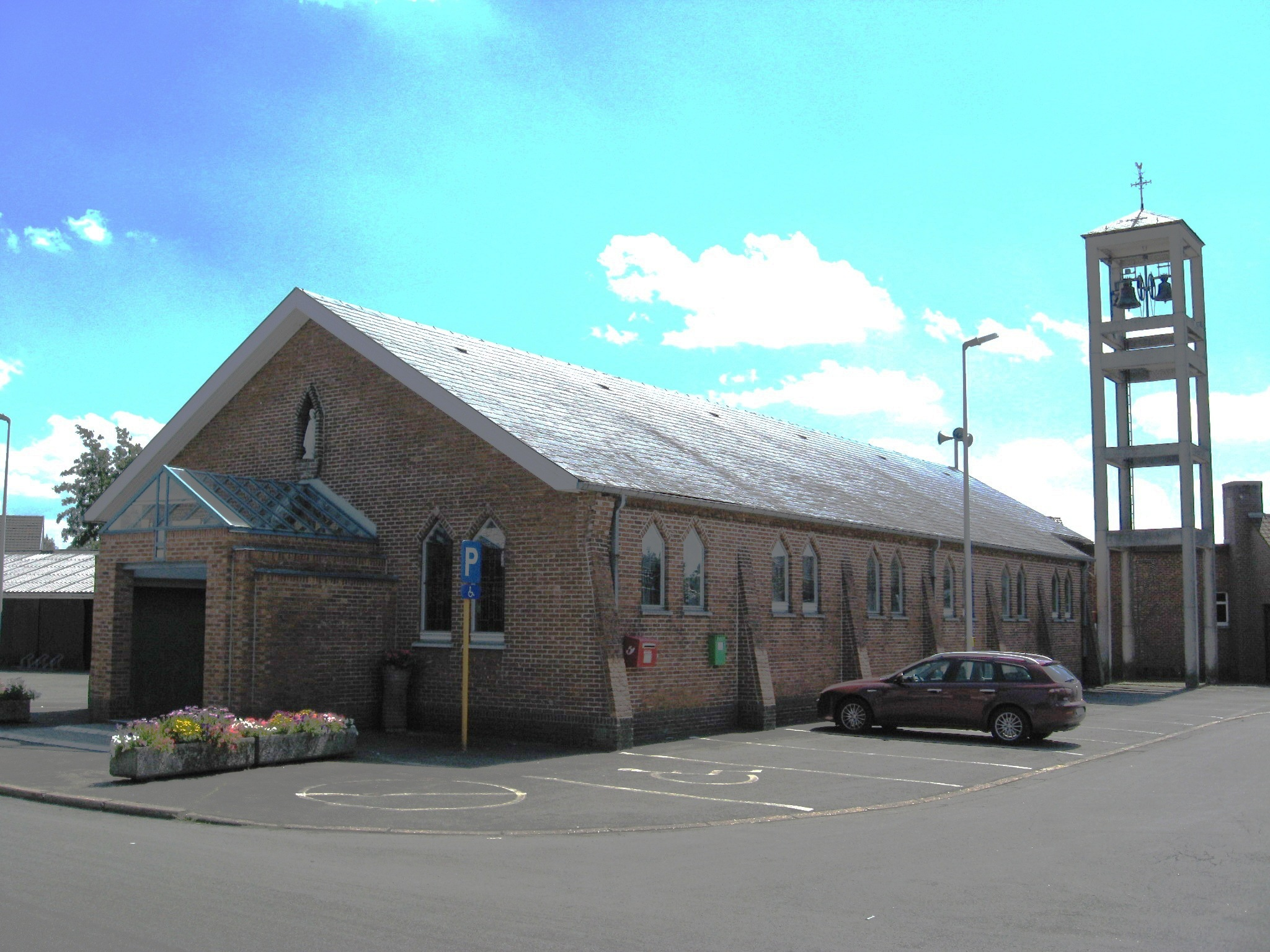
Sint-Jozefskerk van Tuilt

De Sint-Jozefskerk is de parochiekerk van het gehucht Tuilt in de Hasseltse deelgemeente Kuringen. Ze is gelegen aan het Sint-Jozefsplein.
Tuilt was tot 1955 afhankelijk van de parochie Kermt. Twee jaar voordien kreeg Tuilt toestemming van het bisdom Luik om een eigen kerk te bouwen. Deze werd 18 december 1955 ingewijd en in gebruik genomen en werd toegewijd aan Sint-Jozef. De toren met klokken langs de kerk werd in 1986 ingewijd.
In de jaren '90 werden aluminiumglazen ramen aangebracht, een nieuw leien dak geplaatst en een orgel aangekocht. De kerkmeubelen werden ook opgeknapt en de elektrische leidingen en verlichting vernieuwd.